# Corythoichthys haematopterus
Corythoichthys haematopterus · Syngnathe à tête de dragon
Espèce
Corythoichthys haematopterus, communément nommé Syngnathe à tête de dragon, est une espèce de poisson marin de la famille des Syngnathidae.

## Répartition
Le Syngnathe à tête de dragon est présent dans les eaux tropicales de la région Indo-Pacifique soit des côtes orientales de l'Afrique aux îles Vanuatu.

## Description

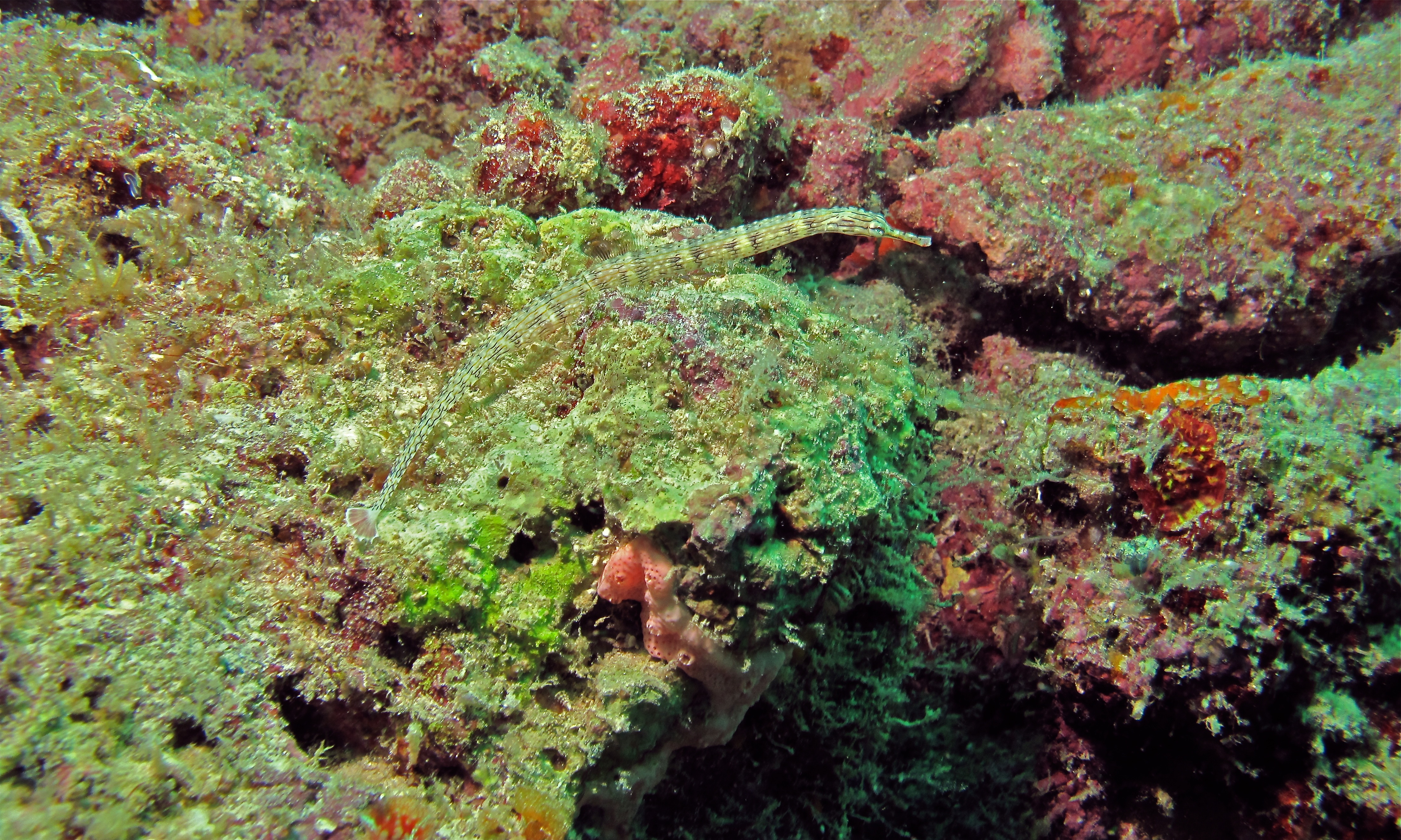
Corythoichthys haematopterus (Sabah, Malaisie)

Sa taille maximale est de 19,8 cm .

## Synonymes taxonomiques
- Corythoichthys hematopterus (Bleeker, 1851) (misspelling)
- Corythroichthys elerae Evermann & Seale, 1907
- Corythroichthys isigakius Jordan & Snyder, 1901
- Ichthyocampus papuensis Sauvage, 1880
- Syngnathus crenulatus Weber, 1913
- Syngnathus haematopterus Bleeker, 1851